# 哈比人列表
在托爾金的奇幻小說裡，哈比人是一虛構種族，屬人類的分支。哈比人在《哈比人歷險記》裡首度登場，並在《魔戒》裡扮演重要的角色。
以下是托爾金作品裡登場的哈比人列表，以漢語拼音順序排列。一些哈比人的姓氏因透過婚姻而改變，括號內的是原姓氏，而別名則以引號表示。
以下所指的年份都是第三紀元，而不是夏爾曆。

## J
喬力·卡頓：托曼·卡頓的次子，是山姆·詹吉幼年時的玩伴。魔戒聖戰時期，他協助對抗薩基的流氓，收復夏爾。